# Okręg pomorsko-wielkopolski Kościoła Chrześcijan Baptystów w RP

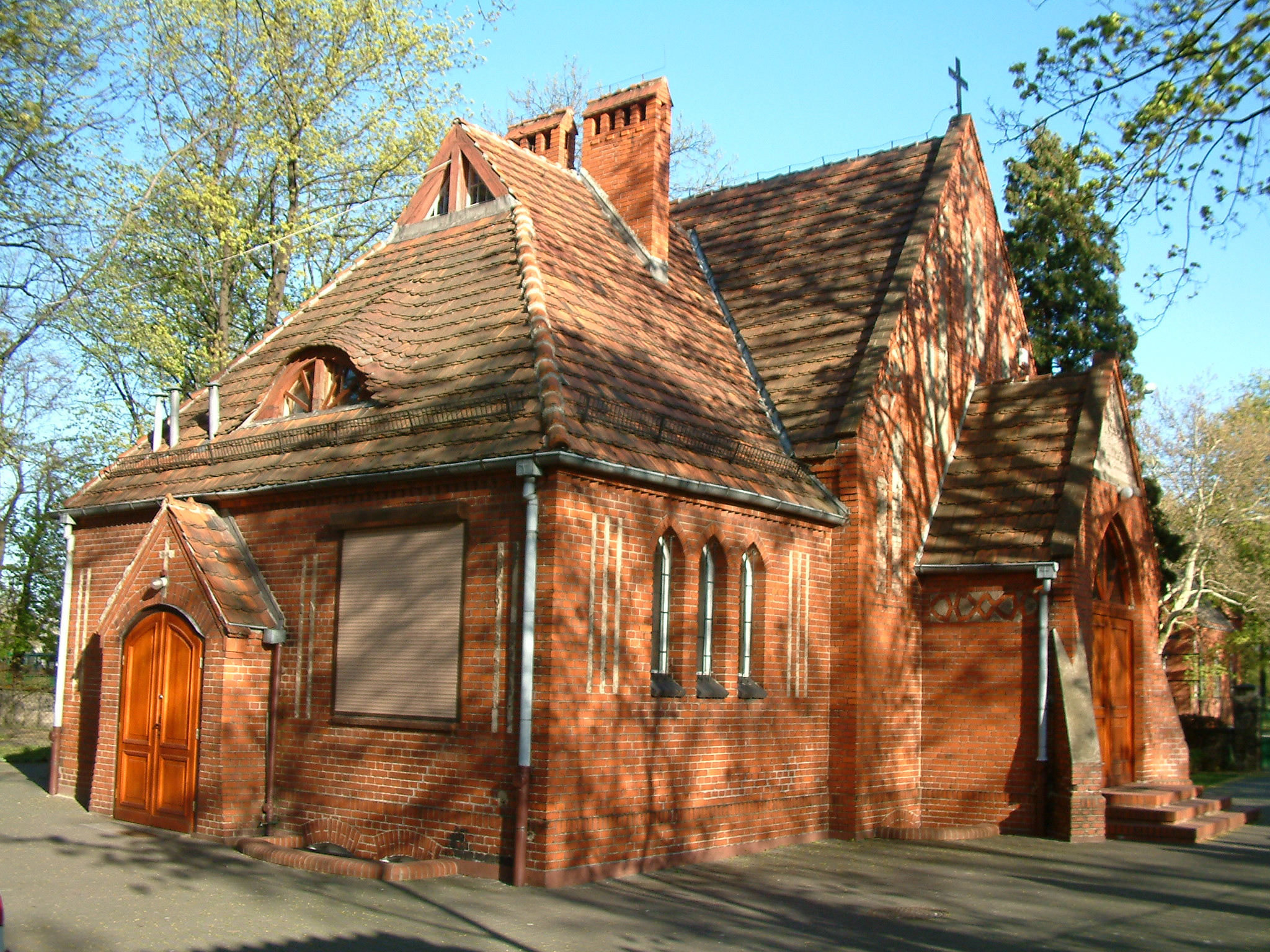
Dom modlitwy I zboru w Poznaniu

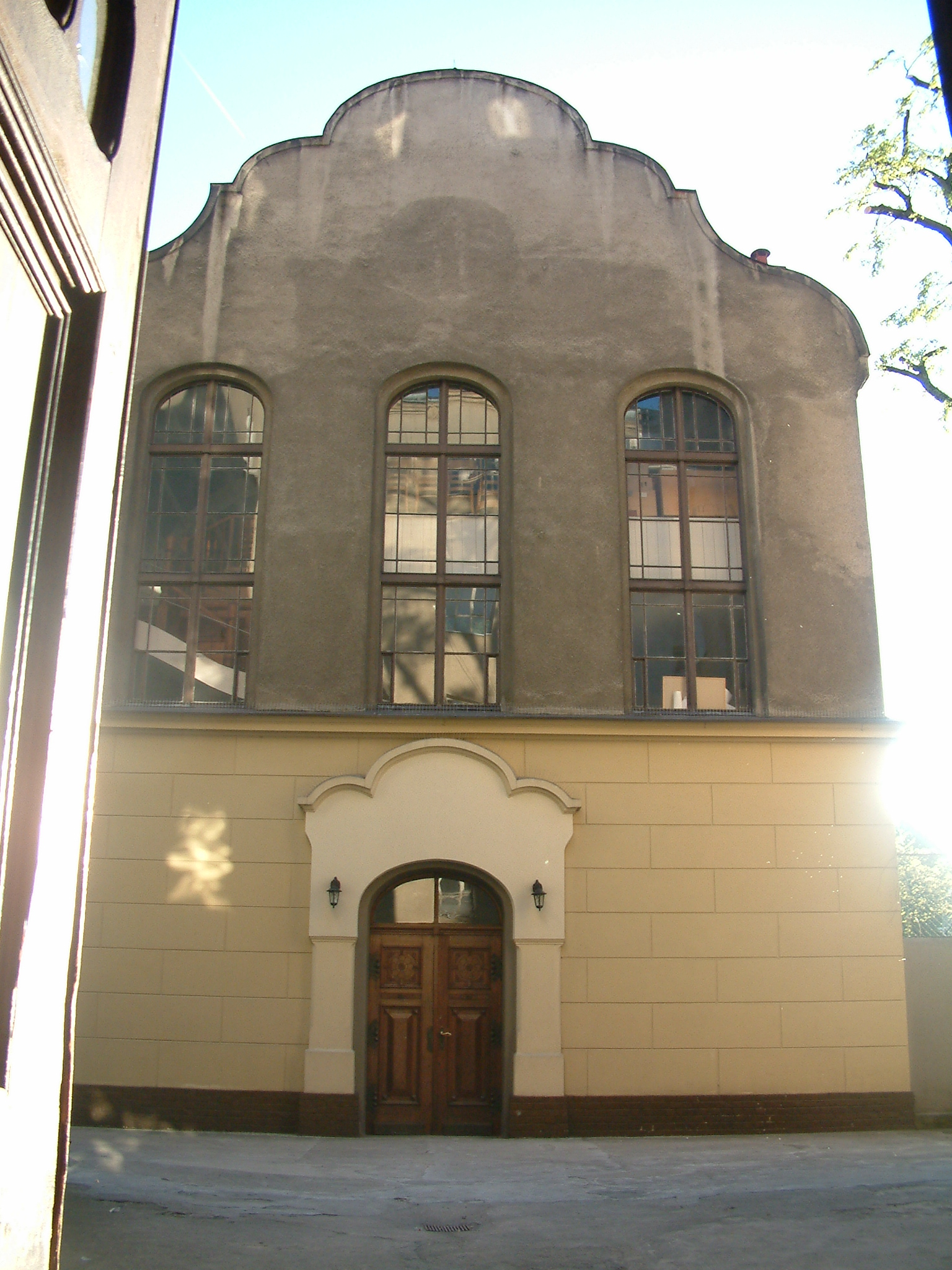
Dom modlitwy II zboru w Poznaniu

Okręg pomorsko-wielkopolski – jeden z dziewięciu okręgów Kościoła Chrześcijan Baptystów w RP liczący 14 zborów i 3 placówki. Przedstawicielem okręgu jest Sławomir Zientarski.
W roku 2013 okręg liczył 894 członków (nie licząc dzieci).

## Zbory
Lista zborów okręgu pomorsko-wielkopolskiego (w nawiasie nazwa zboru):
- zbór w Bornem Sulinowie
- zbór w Chociwlu
- zbór w Gnieźnie
- zbór w Gorzowie Wielkopolskim
- zbór w Koninie
- zbór w Koszalinie – pastor Arkadiusz Sobasz
- zbór w Poznaniu (pierwszy – „Wspólnota Nowego Narodzenia”)
- zbór w Poznaniu (drugi – „Koinonia”)
- zbór w Poznaniu (trzeci – „Kościół 5N”)
- zbór w Poznaniu (czwarty – „Chrześcijańska Wspólnota Genesis”)
- zbór w Poznaniu (Poznan International Church)
- zbór w Szczecinie
- zbór w Szczecinku
- zbór w Świnoujściu („Maranatha”)

## Placówki
Lista placówek okręgu pomorsko-wielkopolskiego:
- placówka w Choszcznie
- placówka w Gryfinie
- placówka w Stargardzie („Chrześcijańska Społeczność Godswork”)